# Saleh Al-Saydan
Saleh Al-Saydan (arab. ‏صالح السعيدان‎, ur. 11 września 1978) – saudyjski lekkoatleta, sprinter.
Brał udział w sztafecie 4×400 metrów mężczyzn na Letnich Igrzyskach Olimpijskich 1996.